# Karl al III-lea Wilhelm, Margraf de Baden-Durlach
Karl al III-lea Wilhelm (n. 28 ianuarie 1679, Durlach⁠(d), Baden-Württemberg, Germania – d. 12 mai 1738, Karlsruhe, Germania) a fost Margraf de Baden-Durlach între 1709 și 1738. El a fost fiul Margrafului Friedrich Magnus de Baden-Durlach și al Augustei Maria de Schleswig-Holstein-Gottorf.
În 1715, el s-a stabilit la Karlsruhe (traducere: locul de odihnă al lui Karl) unde și-a construit reședința. Karlsruhe s-a dezvoltat devenind un oraș mare. Odată cu consolidarea finanțelor publice și crearea unei administrații de încredere, el a pus bazele pentru politicile de reformă ale nepotul său, Karl Friedrich.

## Biografie
Karl Wilhelm s-a născut la Durlach ca al doilea fiu al Margrafului Friedrich Magnus de Baden-Durlach și al Augustei Maria de Schleswig-Holstein-Gottorf.
Fratele său mai mare a murit în 1672 la vârsta de o lună, astfel că în momentul nașterii Karl Wilhelm a devenit prinț ereditar. El a avut opt surori și un frate, Christopher, care era cu cinci ani mai mic decât el și a murit în 1723.
Educația sa a fost una obișnuită pentru copiii unui Prinț, călătorii în Franța (1664-1666 și 67/68), Italia (1668), Olanda și Anglia (1669). În afară de competențe lingvistice (limba latină, italiană, franceză) deținea și cunoștințe de matematică și arhitectură și avea o "antipatie totală de război".
După studii în Utrecht, Geneva și Lausanne, el a călătorit în Anglia, Suedia și Italia. A intrat apoi în serviciul militar. El a fost angajat de unchiul său Margraful Ludwig Wilhelm și a ajuns la gradul de colonel; a participat la  mai multe războaie. Ulterior, el a devenit Margraf de Baden-Durlach în 1709.

### Prieten al lalelelor

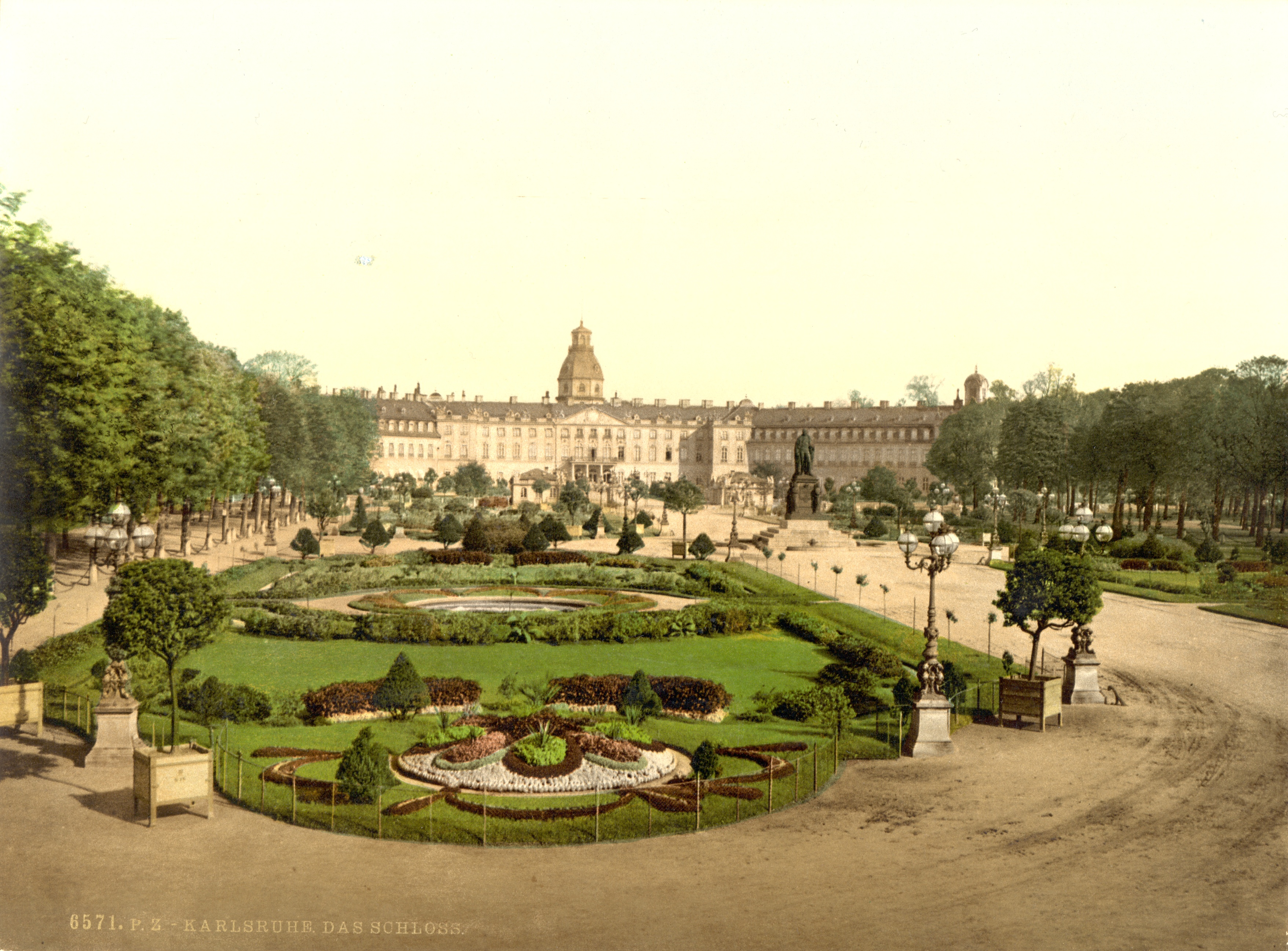
Castelul Karlsruhe, 1900

Eroul de război Karl Wilhelm a arătat o față complet nouă drept colecționar de flori. În grădina castelului Karlsburg din Durlach a crescut o colecție considerabilă de flori. Un catalog din 1713 arată 2121 varietăți de flori; lalele dominau cu 1163 de varietăți. El și-a obținut florile din Olanda. Margraful a făcut călătorii în Olanda în 1711, 1723 și 1729.
Pe lângă flori, Karl Wilhelm a plantat mulți pomi exotici. S-au numărat aproape 7000 de portocali în grădina castelului. De asemenea, în 1733 s-au înregistrat aproape 5000 de lalele. Cele mai multe specii erau reprezentate de numai 10-100 bulbi, totuși alte specii s-au bucurat de o creștere explozivă de 10.000 - 84.000 bucăți. 
Grădinile au împovărat finanțele micii țări în mod considerabil - bulbii de lalele rare costau cu ușurință jumătate din salariul anual al unui servitor. Uneori Karl Wilhelm însuși lucra la grădinile sale. A murit în 1738 când a suferit un atac cerebral în timp ce planta și s-a prăbușit pe patul său de lalele.
Margraful a ordonat de asemenea o varietate de plante pentru "Grădina Botanică" documentată de pictori realiști. El a lăsat cel puțin 6.000 de acuarele le plantelor sale. Cele mai cunoscute acuarele au fost cele grupate în așa-numitele cărți de lalele (probabil, aproximativ 5300). Doar două volume au supraviețuit unui incendiu la Biblioteca de Stat din Baden în septembrie 1942 cauzate de bombe cu fosfor ale unui raid aerian din Al Doilea Război Mondial; cea mai mare parte a colecției științifice a fost distrusă. Dreptul de proprietate asupra celor două cărți de lalele rămase a fost rezolvat în 2009, printr-un acord între statul Baden-Württemberg și Casa de Baden: statul a cumpărat cele două cărți.

### Fondatorul orașului
După ce Baden a fost împărțit în 1535, capitala părții de nord (deținută de linia ernestină) a fost inițial la Pforzheim. În 1565, Margraful Karl al II-lea a mutat capitala la Durlach din motive necunoscute; teritoriul său a fost numit Baden-Durlach. El a extins medievalul castel Karlsburg într-un palat. Palatul a fost ars de trupele franceze în 1689, în timpul Războiului de Nouă Ani și jefuirea a fost repetată în 1691. La întoarcerea sa din exil la Basel în 1698, Margraful Friedrich al VII-lea Magnus a început să reconstruiască palatul. Cum economia Baden-Durlach a suferit de pe urma războiului el nu a putut să-și susțină mărețul său plan. 
În 1703, construcția a fost suspendată după terminarea celor două aripi ale castelului. Karl Wilhelm a decis construiască un castel nou în pădurea Hardtwald situată în câmpiile din vestul Durlach. Motivele alegerii terenului sunt învăluite de legendă. În afară de certurile sale cu cetățenii din Durlachpoate a vrut să scape de compania soției sale pe care nu o iubea. La 17 iunie 1715 el a pus piatra de temelie pentru noul Palat Karlsruhe. Clădirea centrală a palatului și orașul întreg au fost așa-numitul Turnul de Plumb.
De la acest turn central radiază 32 de bulevarde în tote direcțiile. Construcția castelului și a orașul au fost rapide și deja la 5 iulie anul 1717 a avut loc prima audiență în noul palat. Prin 1718, s-a mutat Curtea și în 1719 Karl Wilhelm a ordonat tuturor oficialilor curții să se mute la Karlsruhe, spre regretul și mânia cetățenilor din Durlach. Pentru a promova afluxul de oameni, Karl Wilhelm a acordat cetățenilor săi privilegii juridice, religioase și financiare prîntr-un decret datat la 24 septembrie 1715. În 1719 Karlsruhe avea deja 2000 de locuitori. Implementare rapidă și lipsa de bani a făcut ca toate clădirile (cu excepția acoperișului turnului) să fie făcute din lemn. Lemnul caselor a fost vopsit în roșu și din această cauză Karlsruhe mai este numit "Orașul Roșu".  Constructiile din lemn au crescut riscul de incendiu. În mod inevitabil, în 1747, a ars orașul și palatul.

### Căsătorie și copii
La 27 iunie 1697, Karl al III-lea Wilhelm s-a căsătorit cu Magdalena Wilhelmine de Württemberg (7 noiembrie 1677 – 30 octombrie 1742), fiica lui Wilhelm Ludwig, Duce de Württemberg. Cuplul a avut următorii copii:
- Karl Magnus (21 ianuarie 1701 – 12 ianuarie 1712), Prinț Ereditar de Baden-Durlach
- Frederic (7 octombrie 1703 – 26 martie 1732),  Prinț Ereditar de Baden-Durlach
- Auguste Magdalene (13 noiembrie 1706 – 25 august 1709)

Karl Wilhelm a fost cunoscut pentru viața sa extravagantă și pentru numărul de metrese. Soția sa Wilhelmine a ales să rămână la castelul Karlsburg din Durlach și nu s-a mutat niciodată în noul oraș Karlsruhe. La începutul anului 1696, stilul său de viață l-a costat șansa de a obține tronul Suediei. El a fost în vizită la Stockholm, curtea suedeză considerându-l  potrivit pentru o căsătorie cu 
Hedvig Sophia, fiica regelui Carol al XI-lea al Suediei.
Pentru că fiul său Frederic de Baden-Durlach murise în timp ce Karl Wilhelm era încă în viață, nepotul său Karl Frederic i-a succedat. Pentru că nepotul său avea numai 10 ani, s-a stabilit o regență condusă de Karl August de Baden-Durlach.